# PNNI
PNNI (англ. Private Network-to-Network Interface) — протокол маршрутизации с поддержанием соединения для сетей ATM, который автоматически находит пути в сети, используя методы поиска соседей, и затем участвует в установлении SVC (switched virtual circuits) между граничными системами. В связи с этим, PNNI является как сигнальным протоколом, так и протоколом маршрутизации. Сигнальная часть участвует в установлении виртуальных каналов, в то время как часть, отвечающая за маршрутизацию, обеспечивает механизм маршрутизации ячеек ATM между маршрутизаторами или анонимными ATM сетями.